# Nudo (Banco del Mutuo Soccorso)
Nudo è il quattordicesimo album in studio del gruppo musicale italiano Banco del Mutuo Soccorso, pubblicato nel 1997 dalla EMI Italiana.

## Descrizione
Pubblicato a distanza di tre anni dall'ultimo album di materiale inedito, Il 13, Nudo presenta un primo disco registrato interamente in studio e un secondo che racchiude vari concerti tra Tokyo, Padova e Avigliana.

## Tracce
Musiche di Vittorio Nocenzi, eccetto dove indicato.
CD 1 – Studio e Unplugged
1. Nudo - Parte I – 6:47 (testo: Francesco Di Giacomo) – Registrato nel settembre 1997 al Ribes Studio di Genzano
2. Nudo - Parte II – 3:32 (testo: Francesco Di Giacomo) – Registrato nel settembre 1997 al Ribes Studio di Genzano
3. Nudo - Parte III – 4:50 (testo: Francesco Di Giacomo) – Registrato nel settembre 1997 al Ribes Studio di Genzano
4. E mi viene da pensare – 5:50 (testo: Francesco Di Giacomo) – Registrato dal 22 marzo al 13 aprile 1997 al Ribes Studio di Genzano di Roma
5. Prologo #1 – 1:08 – Registrato dal 22 marzo al 13 aprile 1997 al Ribes Studio di Genzano di Roma
6. R.I.P. (requiescant in pace) – 7:46 (testo: Francesco Di Giacomo) – Registrato dal 22 marzo al 13 aprile 1997 al Ribes Studio di Genzano di Roma
7. Il ragno – 7:21 (testo: Francesco Di Giacomo) – Registrato dal 22 marzo al 13 aprile 1997 al Ribes Studio di Genzano di Roma
8. Emiliano – 4:02 – Registrato il 14 marzo 1997 in diretta radiofonica notturna
9. L'evoluzione – 8:06 (testo: Vittorio Nocenzi, Francesco Di Giacomo) – Registrato dal 22 marzo al 13 aprile 1997 al Ribes Studio di Genzano di Roma
10. 750.000 anni fa...l'amore? – 7:32 (testo: Vittorio Nocenzi, Francesco Di Giacomo) – Registrato il 14 marzo 1997 in diretta radiofonica notturna

CD 2 – Live
1. Sul palco – 0:35
2. La conquista della posizione eretta – 10:08 (testo: Vittorio Nocenzi, Francesco Di Giacomo) – Registrato il 25-26 maggio 1997 al On Air West di Tokyo
3. Metamorfosi – 12:30 (testo: Vittorio Nocenzi, Francesco Di Giacomo) – Registrato il 25-26 maggio 1997 al On Air West di Tokyo
4. Guardami le spalle – 5:54 (testo: Vittorio Nocenzi, Francesco Di Giacomo) – Registrato il 25-26 maggio 1997 al On Air West di Tokyo
5. Roma/Tokyo – 4:35 – Registrato il 25-26 maggio 1997 al On Air West di Tokyo
6. La band – 1:40
7. Bisbigli – 1:28 – Registrato nel settembre 1995 al Ciclodromo di Padova
8. Passaggio – 0:41 – Registrato nel settembre 1995 al Ciclodromo di Padova
9. Coi capelli sciolti al vento – 2:01 – Registrato nel settembre 1995 al Ciclodromo di Padova
10. Traccia – 3:02 – Registrato nel settembre 1995 al Ciclodromo di Padova
11. Prologo #2 – 2:22 (musica: Rodolfo Maltese, Vittorio Nocenzi) – Registrato nel settembre 1989 ad Avigliana
12. Non mi rompete – 9:35 (testo: Francesco Di Giacomo) – Registrato nel settembre 1989 ad Avigliana

## Formazione
CD 1
- Francesco Di Giacomo – voce
- Vittorio Nocenzi – campionatore (tracce 1-3), voce, pianoforte acustico e Fender Rhodes (tracce 4-10)
- Rodolfo Maltese – chitarra acustica, voce
- Filippo Marcheggiani – chitarra acustica, voce
- Tiziano Ricci – basso (tracce 1-3)
- Maurizio Masi – batteria (tracce 1-3)

CD 2
- Francesco Di Giacomo – voce
- Vittorio Nocenzi – tastiere, campionatori, voce
- Rodolfo Maltese – chitarra acustica, voce
- Tiziano Ricci – basso
- Pierluigi Calderoni – batteria[1]
- Pietro Letti – sassofono